# Taijiying (sockenhuvudort i Kina, Liaoning Sheng, lat 42,17, long 120,97)
Taijiying (kinesiska: 台吉营, 台吉营乡) är en sockenhuvudort i Kina. Den ligger i provinsen Liaoning, i den nordöstra delen av landet, omkring 200 kilometer väster om provinshuvudstaden Shenyang. Antalet invånare är 11 213. Befolkningen består av 5 585 kvinnor och 5 628 män. Barn under 15 år utgör 15,0 %, vuxna 15-64 år 74 %, och äldre över 65 år 9,0 %.
Runt Taijiying är det ganska tätbefolkat, med 111 invånare per kvadratkilometer. Närmaste större samhälle är Heichengzi, 3,4 km söder om Taijiying. Trakten runt Taijiying består till största delen av jordbruksmark.
Genomsnittlig årsnederbörd är 719 millimeter. Den regnigaste månaden är juli, med i genomsnitt 165 mm nederbörd, och den torraste är januari, med 4 mm nederbörd.